# Daniel González Benítez
Daniel González Benítez, conegut futbolísticament com a Dani Benítez, (Lloseta, Mallorca, 7 d'abril de 1987) és un futbolista mallorquí. Juga d'interior esquerre que juga per la UE Sant Julià.

## Trajectòria
Format als nivells inferiors del Sallista, en categoria cadet es va unir al Reial Mallorca. En el seu primer any, a la temporada 2001-02, va jugar amb el cadet B de l'equip mallorquí. A la temporada 2002-03 va jugar amb el cadet A, proclamant-se campió de Mallorca i de les Illes Balears. Aquell mateix any va fer el seu debut amb l'equip juvenil, que jugava a la Divisió d'Honor, i entrà a la preselecció espanyola sub-16.
En el seu primer any a la categoria juvenil, jugà diversos partits amb la selecció de les Illes Balears, així com a l'equip espanyol, que gestiona el Trofeu Atlàntic. A la temporada 2004-05 continuà com a juvenil i va fer el seu debut amb el segon equip del RCD Mallorca a la Segona divisió B. A la temporada 2005-06, tot i estar encara en la categoria juvenil, feu el salt al filial, que jugava a Tercera divisió. L'equip va acabar la temporada en segon lloc, però no va ascendir de categoria. Dani repetí l'experiència amb el RCD Mallorca B i acabà la temporada 2006-07 en tercer lloc. Aquell mateix any, el seu equip va quedar-se una altra vegada a les portes de l'ascens.

## Ascens a Segona Divisió A (2009-2010)
Després del seu fitxatge pel Granada CF, el jugador balear va aconseguir ascendir l'equip de la Segona divisió B a la Segona divisió (Lliga Adelante), la temporada 2009-2010, guanyant els "play offs" a l'AD Alcorcón i a la SD Ponferradina, respectivament.

## Ascens a Primera Divisió (2010-2011)
La temporada següent va debutar amb el Granada CF a Segona divisió, fent una extraordinària temporada amb el número 11 a l'esquena, acabant en quarta posició i classificant-se per a jugar els "play offs" d'ascens a Primera divisió (Lliga BBVA). En el partit de semifinals es va enfrontar al Celta de Vigo amb el factor camp a favor, al partit d'anada el marcador va acabar 1-0 amb victòria del Celta de Vigo a l'estadi de Balaídos. Al partit de tornada a l'estadi Nuevo Los Cármenes, el Granada CF va ser el que va aconseguir la victòria per 1-0, aconseguint el Granada CF passar l'eliminatòria en uns agònics penals, encara que el jugador balear va fallar dos penals al temps reglamentari, a la tanda de penals va disposar d'un i el va marcar.
Després d'aquesta eliminatòria el Granada CF es va enfrontar a la final dels "play offs" a l'Elx CF, en el partit d'anada a l'estadi Nuevo Los Cármenes el resultat va acabar 0-0 encara que el Granada CF va disposar a l'últim moment del partit de dos penals, encara que Abel acabaria fallant-los. Al partit de tornada a l'estadi Martínez Valero el resultat va ser 1-1, i el Granada CF va ser l'equip guanyador i el que va ascendir a la primera divisió en un partit que ja forma part de la història del conjunt granadí. Després de l'èpic ascens aconseguit pel Granada CF, grans clubs com el València CF, el Real Betis Balompié i l'Atlètic de Madrid van començar a empaitar el jugador.
El 2014 després que donés positiu en un control antidòping per cocaïna, el Granada CF li va rescindir el contracte.
El 9 de gener de 2016, després de gairebé 20 mesos sense equip, Benítez va fitxar per l'AD Alcorcón de segona divisió. Va deixar el club el 28 de juny, després de no haver-hi jugat cap partit, i va marxar al Racing de Ferrol un mes després, amb contracte per un any.
El juliol de 2019, després de dos anys a l'AEL Limassol xipriota, i ja amb 32 anys, va tornar a Mallorca en signar per la UD Poblense.